# OR1A2
Olfaktorni receptor 1A2 je protein koji je kod ljudi kodiran OR1A2 genom.

## Literatura
- Fuchs T; Malecova B; Linhart C;  . (2003). „DEFOG: a practical scheme for deciphering families of genes”. Genomics. 80 (3): 295—302. PMID 12213199. doi:10.1006/geno.2002.6830.
- Strausberg RL; Feingold EA; Grouse LH;  . (2003). „Generation and initial analysis of more than 15,000 full-length human and mouse cDNA sequences”. Proc. Natl. Acad. Sci. U.S.A. 99 (26): 16899—903. PMC 139241 . PMID 12477932. doi:10.1073/pnas.242603899.
- Malnic B, Godfrey PA, Buck LB (2004). „The human olfactory receptor gene family”. Proc. Natl. Acad. Sci. U.S.A. 101 (8): 2584—9. PMC 356993 . PMID 14983052. doi:10.1073/pnas.0307882100.
- Gerhard DS; Wagner L; Feingold EA;  . (2004). „The Status, Quality, and Expansion of the NIH Full-Length cDNA Project: The Mammalian Gene Collection (MGC)”. Genome Res. 14 (10B): 2121—7. PMC 528928 . PMID 15489334. doi:10.1101/gr.2596504.

## Spoljašnje veze
- OR1A2+protein,+human на 